# Clairvoyance (álbum)
Clairvoyance es el primer álbum del grupo de Seattle Screaming Trees, producido por Steve Fisk. Publicado por Velvetone Records en 1986, el álbum ayudó a la banda a firmar un contrato con SST Records. Siendo considerado una combinación de rock psicodélico y  garage rock, presenta muchas semejanzas con el grunge temprano.

## Lista de canciones
| Clairvoyance |                                |          |  |
| N.º          | Título                         | Duración |  |
| 1.           | «Orange Airplane»              | 3:02     |  |
| 2.           | «You Tell Me All These Things» | 2:12     |  |
| 3.           | «Standing on the Edge»         | 5:39     |  |
| 4.           | «Forever»                      | 4:22     |  |
| 5.           | «Seeing and Believing»         | 3:35     |  |
| 6.           | «I See Stars»                  | 4:32     |  |
| 7.           | «Strange Out Here»             | 4:27     |  |
| 8.           | «The Turning»                  | 2:44     |  |
| 9.           | «Clairvoyance»                 | 4:03     |  |
| 10.          | «Lonely Girl»                  | 3:06     |  |
| 37:42        |                                |          |  |